# Jambangan (Paron)
Jambangan is een bestuurslaag in het regentschap Ngawi van de provincie Oost-Java, Indonesië. Jambangan telt 7749 inwoners (volkstelling 2010).